# Après Babel
Pour les articles homonymes, voir Babel.
Après Babel : une poétique du dire et de la traduction est un livre sur la traduction écrit par l'écrivain et universitaire George Steiner, publié pour la première fois en anglais en 1975 chez Oxford University Press au Royaume-Uni.